# Сержио Луис Донизети
Сержио Луис Донизети (7. септембар 1964) бразилски је фудбалер.

## Каријера
Током каријере је играо за Бари, Васко да Гама, Гојас, Коринтијанс Паулиста и многе друге клубове.

## Репрезентација
За репрезентацију Бразила дебитовао је 1987. године. За тај тим је одиграо 17 утакмица и постигао 4 гола.

## Статистика
| Бразил | Бразил  | Бразил |
| Година | Наступи | Голови |
| ------ | ------- | ------ |
| 1987.  | 3       | 1      |
| 1988.  | 1       | 0      |
| 1989.  | 2       | 0      |
| 1990.  | 0       | 0      |
| 1991.  | 11      | 3      |
| Укупно | 17      | 4      |